# Habrotrocha sylvestris
Habrotrocha sylvestris är en hjuldjursart som beskrevs av David Bryce 1915. Habrotrocha sylvestris ingår i släktet Habrotrocha och familjen Habrotrochidae. Inga underarter finns listade i Catalogue of Life.